# استوارت ۳۸۷۴
سیارک ۳۸۷۴ (به انگلیسی: 3874 Stuart، نامگذاری:1986TJ1) سه هزار و هشتصد و هفتاد و چهارمین سیارک کشف شده‌است که در ۴ اکتبر ۱۹۸۶ کشف شد.
قدر مطلق سیارک برابر ۱۲٫۲۰ است.